# Kabinet-Ishibashi
Het kabinet–Ishibashi (Japans: 石橋内閣) was de regering van het Keizerrijk Japan van 23 december 1956 tot 25 februari 1957.

## Kabinet–Ishibashi (1956–1957)
| Ambtsbekleder                                                | Ambtsbekleder     | Ambtsbekleder                            | Functie                                        | Ambtstermijn     | Ambtstermijn     | Partij |
| ------------------------------------------------------------ | ----------------- | ---------------------------------------- | ---------------------------------------------- | ---------------- | ---------------- | ------ |
|                                                              | Tanzan Ishibashi  | Tanzan Ishibashi 石橋湛山 (1884–1973)    | Premier                                        | 23 december 1956 | 25 februari 1957 | LDP    |
|                                                              | Hirohide Ishida   | Hirohide Ishida 石田博英 (1914–1993)     | Secretaris- generaal                           | 23 december 1956 | 10 juli 1957     | LDP    |
|                                                              | Nobusuke Kishi    | Nobusuke Kishi 岸信介 (1896–1987)        | Minister van Buitenlandse Zaken                | 23 december 1956 | 10 juli 1957     | LDP    |
|                                                              | Hayato Ikeda      | Hayato Ikeda 池田勇人 (1899–1965)        | Minister van Financiën                         | 23 december 1956 | 10 juli 1957     | LDP    |
|                                                              | Umekichi Nakamura | Umekichi Nakamura 中村梅吉 (1901–1984)   | Minister van Justitie                          | 23 december 1956 | 10 juli 1957     | LDP    |
|                                                              | Mikio Mizuta      | Mikio Mizuta 水田三喜男 (1905–1976)      | Minister van Economische Zaken                 | 23 december 1956 | 10 juli 1957     | LDP    |
|                                                              |                   | Hiroshi Kanda 神田博 (1903–1977)         | Minister van Volksgezondheid en Welzijn        | 23 december 1956 | 10 juli 1957     | LDP    |
|                                                              |                   | Shutaro Matsuura 松浦周太郎 (1896–1980)  | Minister van Arbeid                            | 23 december 1956 | 10 juli 1957     | LDP    |
|                                                              | Hirokichi Nadao   | Hirokichi Nadao 灘尾弘吉 (1899–1994)     | Minister van Onderwijs                         | 23 december 1956 | 10 juli 1957     | LDP    |
|                                                              | Taneo Miyazawa    | Taneo Miyazawa 宮沢胤勇 (1887–1966)      | Minister van Transport en Infrastructuur       | 23 december 1956 | 10 juli 1957     | LDP    |
|                                                              |                   | Norio Nanjo 南条徳男 (1895–1974)         | Minister van Bouw en Constructie               | 23 december 1956 | 10 juli 1957     | LDP    |
|                                                              |                   | Ichitaro Ide 井出一太郎 (1912–1996)      | Minister van Landbouw, Bosbouw en Visserij     | 23 december 1956 | 10 juli 1957     | LDP    |
|                                                              |                   | Taro Hirai 平井太郎 (1905–1973)          | Minister van Communicatie en Post              | 23 december 1956 | 10 juli 1957     | LDP    |
|                                                              | Nobusuke Kishi    | Nobusuke Kishi 岸信介 (1896–1987)        | Directeur- generaal van de JSDF                | 23 december 1956 | 2 februari 1957  | LDP    |
|                                                              |                   | Akira Kotaki 小瀧彬 (1904–1958)          | Directeur- generaal van de JSDF                | 2 februari 1957  | 10 juli 1957     | LDP    |
|                                                              | Tomejiro Ohkubo   | Tomejiro Ohkubo 大久保留次郎 (1887–1966) | Directeur- generaal voor Administratieve Zaken | 23 december 1956 | 10 juli 1957     | LDP    |
| Voorzitter van de Commissie voor Openbare Orde en Veiligheid | Tomejiro Ohkubo   | Tomejiro Ohkubo 大久保留次郎 (1887–1966) |                                                | 23 december 1956 | 10 juli 1957     | LDP    |
|                                                              |                   | Tanaka Isanji 田中伊三次 (1906–1987)     | Directeur- generaal voor Binnenlandse Zaken    | 23 december 1956 | 10 juli 1957     | LDP    |

Yoshida I ·
Katayama ·
Ashida ·
Yoshida II ·
Yoshida III ·
Yoshida IV ·
Yoshida V ·
I. Hatoyama I ·
I. Hatoyama II ·
I. Hatoyama III ·
Ishibashi ·
Kishi I ·
Kishi II ·
Ikeda I ·
Ikeda II ·
Ikeda III ·
Sato I ·
Sato II ·
Sato III ·
K. Tanaka I ·
K. Tanaka II ·
Miki ·
T. Fukuda ·
Ohira I ·
Ohira II ·
Suzuki ·
Nakasone I ·
Nakasone II ·
Nakasone III ·
Takeshita ·
Uno ·
Kaifu I ·
Kaifu II ·
Miyazawa ·
Hosokawa ·
Hata ·
Murayama ·
Hashimoto I ·
Hashimoto II ·
Obuchi ·
Mori I ·
Mori II ·
Koizumi I · 
Koizumi II ·
Koizumi III ·
Abe I ·
Y. Fukuda ·
Aso ·
Y. Hatoyama ·
Kan ·
Noda ·
Abe II ·
Abe III ·
Abe IV ·
Suga ·
Kishida I ·
Kishida II